# ليبيبرودين
ليبيبرودين (بالإنجليزية: Lepirudin)‏ هو دواء يُستعمل في علاج:
- ذبحة صدرية لامستقرة[4]
- قلة الصفيحات (منذ 6 مارس 1998)[5]

## دوره
يلعب هذا الدواء دورًا في علاج الأمراض كونه:
- عامل حال للفبرين